# Ер Канада
Ер Канада (енгл. Air Canada) је националани авио-превозник и највећа авио-компанија Канаде. Основана 1936. године, бави се редовни и чартер авиосаобраћај, цивилни и теретни. Осма је највећа авио-компанија на свету гледајући број дестинације, као и међу један о оснивача савез авио-компанија "Стар алајанс". Чвориште авио-компаније налази се на Међународни аеродром Лестер Б. Пирсон у Тонронту, а седиште ваздушне компаније се налази у Монтреалу, Квебек.

## Флота
Од 8. децембра 2017. година, Ер Канада у својој флоти садржи следеће летелице.
| Aircraft                | In Service | Orders | Passengers | Passengers | Passengers | Passengers | Notes                                                                                                   |
| Aircraft                | In Service | Orders | J          | W          | Y          | Total      | Notes                                                                                                   |
| ----------------------- | ---------- | ------ | ---------- | ---------- | ---------- | ---------- | --- |
| Ербас А319-100          | 15         | —      | 14         | —          | 106        | 120        | 8 летелица ће бити повучено из саобрчаја до краја 2018. године                                          |
| Ербас А319-100          | 3          | —      | 58         | —          | —          | 58         | 3 летелице користи Air Canada Jetz                                                                      |
| Ербас А320-200          | 42         | —      | 14         | —          | 132        | 146        | Све летелице ће бити повучене из саобраћаја од почетка 2018. године                                     |
| Ербас А321-200          | 15         | —      | 16         | —          | 169        | 185        | Флоту ће допунити нови Боинг 737 MAX 9                                                                  |
| Ербас А330-300          | 8          | —      | 27         | 21         | 244        | 292        | |
| Боинг 737 MAX 8         | 2          | 48     | 16         | —          | 153        | 169        | 18 опција и 30 права куповине. Улази у саобраћај од децембрa 2017                                       |
| Боинг 737 MAX 9         | —          | 11     | TBA        | TBA        | TBA        | TBA        | 18 опција и 30 права куповине. Улази у саобраћај од децембрa 2017                                       |
| Боинг 767-300ER         | 9          | —      | 24         | —          | 187        | 211        | 5 летелица ће бити повучене из саобраћаја до краја 2018. године                                         |
| Боинг 777-200LR         | 6          | —      | 40         | 24         | 236        | 300        | |
| Боинг 777-300ER         | 19         | —      | 40         | 24         | 336        | 400        | |
| Боинг 777-300ER         | 19         | —      | 28         | 24         | 398        | 450        | |
| Боинг 787-8             | 8          | —      | 20         | 21         | 210        | 251        | |
| Боинг 787-9             | 22         | 7      | 30         | 21         | 247        | 298        | 13 опција и 10 права куповине Испоруке до 2019; Мења Боинг 767-300ЕР                                    |
| Бомбардије CS300 Серија | —          | 45     | TBA        | TBA        | TBA        | TBA        | Улазак у саобраћај од децембрa 2019 У поруџбу је укључено 30 опција. Замена за Ембраер 190 и Ербас А319 |
| Ембраер 190             | 25         | —      | 9          | —          | 88         | 97         | Замена : Бомбардије CS300 Серија                                                                        |
| Total                   | 174        | 111    |            |            |            |            | |